# Семейное дерево
Семейное дерево (англ. The Family Tree) — независимая американская драмеди 2011 года, единственный полнометражный фильм режиссёра Виви Фридман. Несмотря на именитый актёрский состав, фильм получил отрицательные отзывы и вышел лишь в ограниченный прокат.

## Сюжет
Члены семьи Барнетт не в ладах друг с другом и не могут нормально общаться даже в кабинете психолога. Муж с женой давно на грани развода, Банни (Хоуп Дэвис) изменяет Джеку (Дермот Малруни) с его другом-соседом, афроамериканцем Саймоном (Чи Макбрайд). Их очередная секс-игра заканчивается для Банни разбитой головой и амнезией. Она помнит только события до своей свадьбы и перестаёт быть прежней стервой. Болезнь Банни даёт семье шанс снова объединиться, однако в это же время происходят новые события в жизни остальных Барнеттов. Джек получает повышение, и теперь вместе с прежней пассией Ниной (Габриэль Анвар) увольняет коллег. Его дочь Келли (Бриттани Робертсон) теряет своего парня, капитана школьной футбольной команды (он нечаянно повесился, мастурбируя на Банни), и теперь начинает общаться с лесбиянкой Мици (Мэйделин Зима). Сын Банни и Джека, Эрик, член агрессивной дружины религиозной молодёжи, заводит нового друга из числа приверженцев субкультур, Пола (Джон Патрик Амедори).

## Актёры
| Актёр               | Роль                 |
| ------------------- | -------------------- |
| Хоуп Дэвис          | Банни Барнетт        |
| Дермот Малруни      | Джек Барнетт         |
| Макс Тириот         | Эрик Барнетт         |
| Бриттани Робертсон  | Келли Барнетт        |
| Чи Макбрайд         | Саймон Кребс         |
| Кит Кэррадайн       | преподобный Диггз    |
| Габриэль Анвар      | Нина Футс            |
| Джон Патрик Амедори | Пол Стуки            |
| Мэйделин Зима       | Мици Стейнбахер      |
| Сельма Блэр         | миссис Делбо         |
| Джейн Сеймур        | бабушка Илен         |
| Рэйчел Ли Кук       | психолог Рэйчел Леви |
| Bow Wow             | Ти-бой               |
| Кристина Хендрикс   | Алисия Буш           |
| Эван Хэндлер        | Харв                 |
| Эван Росс           | Джош Кребс           |

## Выход и отзывы
Фильм был снят в 2009 году, и был показан на нескольких кинофестивалях следующего года. Позже права на его показ в кинотеатрах США купила Entertainment One. 28 августа 2011 года фильм вышел в ограниченный прокат, собрав всего 6036 долларов. Из 19 обзоров на Rotten Tomatoes лишь один является положительным, остальные раскритиковали невнятный сюжет и несмешные шутки.